# Aladino (instrumental de Los Pekenikes)
Aladino es un tema instrumental que ocupa la cara B del sencillo Tren transoceánico a Bucaramanga, y que posiblemente está grabado antes de la escisión en dos de Los Pekenikes. Fue usado como cara B seguramente sin permiso de la banda, ya que la cara A lo ocupa la formación fantasma creada por Hispavox con la anuencia de Alfonso Sainz.
Se trata de un tema relajado de corte algo jazzístico pero con el sonido clásico de Los Pekenikes. Es un tema tendente al Muzak, como suele suceder con la música de este grupo. Es uno de los temas que no aparecen en álbum oficial.

## Miembros
- Toni Obrador - Guitarra solista
- Ignacio Martín Sequeros - Bajo eléctrico
- Tony Luz - Guitarra rítmica
- Félix Arribas - Batería
- Pedro Luis García - Flauta
- Vicente Gasca - Trompeta
- Antonio Brito - Trompeta